# علي سيزاي
علي سيزاي (بالإنجليزية: Ali Ceesay)‏ هو لاعب كرة قدم غامبي في مركز الدفاع، ولد في 10 أكتوبر 1992 في بانجول في غامبيا. لعب مع نادي جيلينا ونادي سكونتو.

## وصلات خارجية
- علي سيزاي على موقع قاعدة بيانات كرة القدم.إي يو (الإنجليزية)
- علي سيزاي على موقع Soccerway.com (الإنجليزية)